# Cervantes (kommun i Spanien)
Cervantes är en kommun i Spanien. Den ligger i provinsen Lugo i den autonoma regionen Galicien i nordvästra delen av landet, 400 km nordväst om huvudstaden Madrid. Antalet invånare är 1 187 (2024). Arean är 277,63 kvadratkilometer. Cervantes gränsar till Pedrafita do Cebreiro, Becerreá, Navia de Suarna, Candín, Vega de Espinareda, Villafranca del Bierzo, Balboa och Vega de Valcarce. 